# Zuid-Australiëstroom
De Zuid-Australiëstroom is een zeestroom in de Indische Oceaan voor de kust van Australië.
Langs de westkust van Australië stroomt de Leeuwinstroom en volgt de kust rond de Kaap Leeuwin. In de Grote Australische Bocht gaat de Leeuwinstroom over in de Zuid-Australiëstroom. De zeestroom stroomt in zuidoostelijke richting langs de kust.
Ter hoogte van de Straat Bass gaat de Zuid-Australiëstroom over in de Zeehanstroom.

## Flora en fauna
De zeestroom stroomt door de mariene ecoregio Grote Australische Bocht, de mariene ecoregio Zuid-Australische Golven en de mariene ecoregio Westelijk Straat Bass.